# Thermanemertes valens
Thermanemertes valens är en djurart som tillhör fylumet slemmaskar, och som beskrevs av Rogers, Gibson och Tunnicliffe 1996. Thermanemertes valens ingår i släktet Thermanemertes och familjen Emplectonematidae. Inga underarter finns listade i Catalogue of Life.